# 奇山会教堂
奇山会教堂今名烟台市奇山基督教堂，是山东烟台主要的基督教堂之一，位于烟台市芝罘区南山路221号。
1902年，英国前传教士、仁德洋行经理马茂兰在烟台三马路创办奇山会教堂，聘请中国牧师王长春、长老刘玉山负责教务。该堂还创办了培真小学和《晨星报》，并在牟平、福山设有布道点。
1958年，烟台基督教实行联合礼拜，该堂被关闭改为他用。直到1995年10月才重新作为基督教堂使用。